# 六本木トンネル
六本木トンネル（ろっぽんぎトンネル）は、東京都道319号環状三号線の一部である。東京都港区にあり、1993年（平成5年）に竣工した。

## 概要
道路予定地に在日米軍施設「赤坂プレスセンター」（麻布米軍ヘリ基地・星条旗新聞社）が存在したため、真下を通るトンネルとして作られたもので、1961年（昭和36年）に事業認可、1990年（平成2年）着工、1993年（平成5年）に完成した。
この開通により、東京都道319号環状三号線のうち、日比谷通り交差部から目白通り交差部までが接続された。
麻布米軍ヘリ基地に関しては、六本木トンネル工事時のヘリポート代替地使用と、その後の占拠状態から自治体（東京都港区）と日本国政府・在日米軍の間で紛争が起きていたが、2011年（平成23年）7月、基地内の北側の不使用地を代わりに返還することで合意した。